# Lista dos 100 maiores artistas da música brasileira pela Rolling Stone Brasil

A lista dos 100 Maiores artistas da música brasileira foi eleita por uma votação realizada pela revista Rolling Stone Brasil. A escolha dos nomes foi feita por quase 70 jornalistas convidados e faz parte do material de aniversário de dois anos da publicação no país, publicada em outubro de 2008.

## Eleição
De acordo com a assessoria de imprensa da "Rolling Stone", a revista solicitou aos jornalistas indicação de 25 nomes, sendo que os cinco primeiros deveriam estar em ordem decrescente. A revista informou que ia considerar "artista" qualquer "intérprete", "compositor", "letrista", "músico" ou "arranjador" ligado à música brasileira. Para a seleção dos "maiores", seriam considerados aqueles de maior relevância dentro de uma "escala evolutiva" da nossa música.
Esta lista não deve ser confundida com lista de 100 maiores vozes da  música brasileira, pois nem todos os artistas nela presente são cantores ou vocalistas.

## A lista

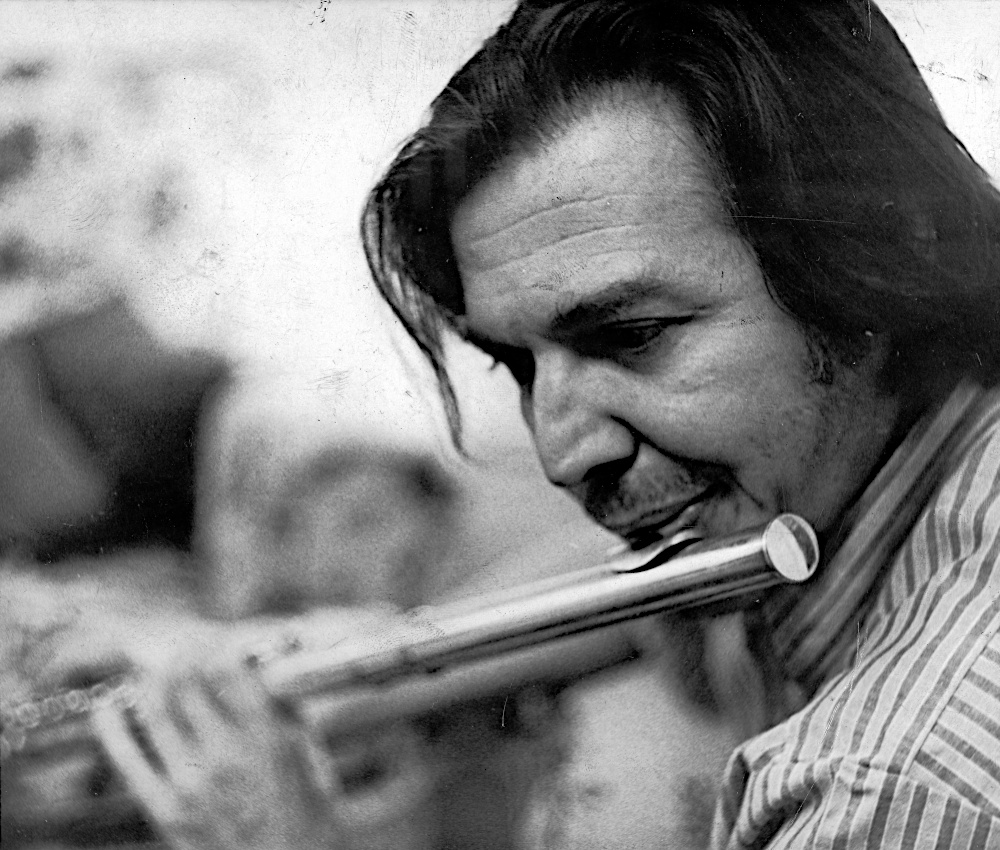
Tom Jobim.

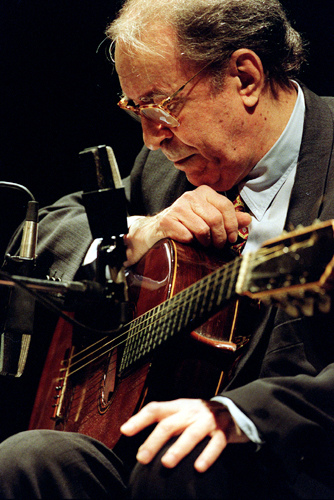
João Gilberto.

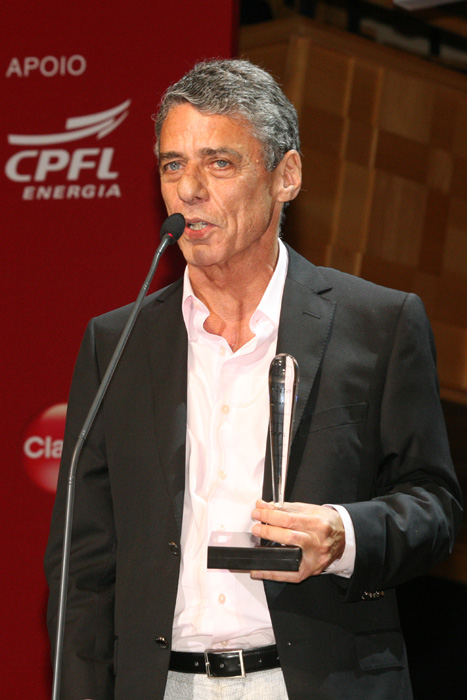
Chico Buarque.

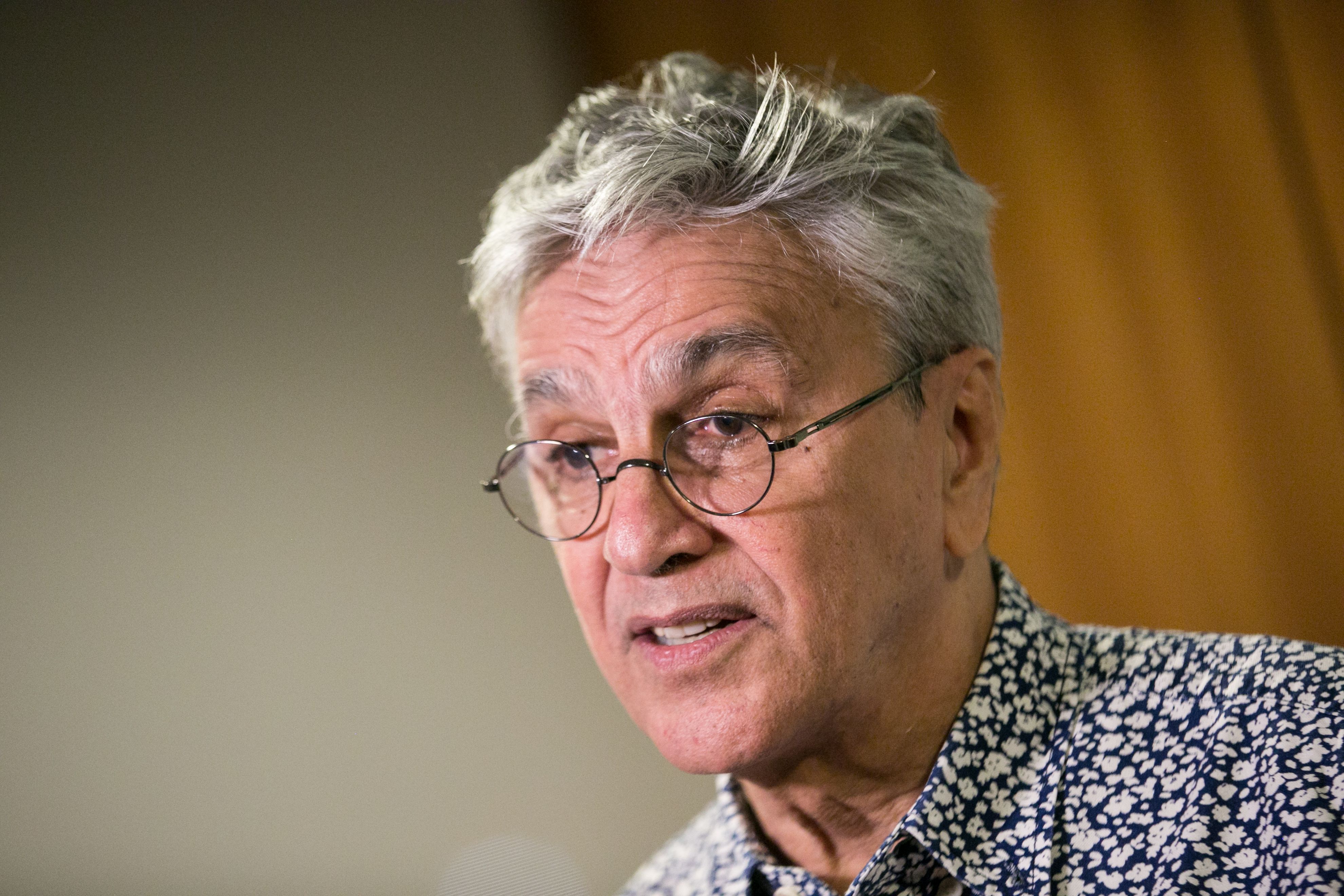
Caetano Veloso.

Jorge Ben Jor.

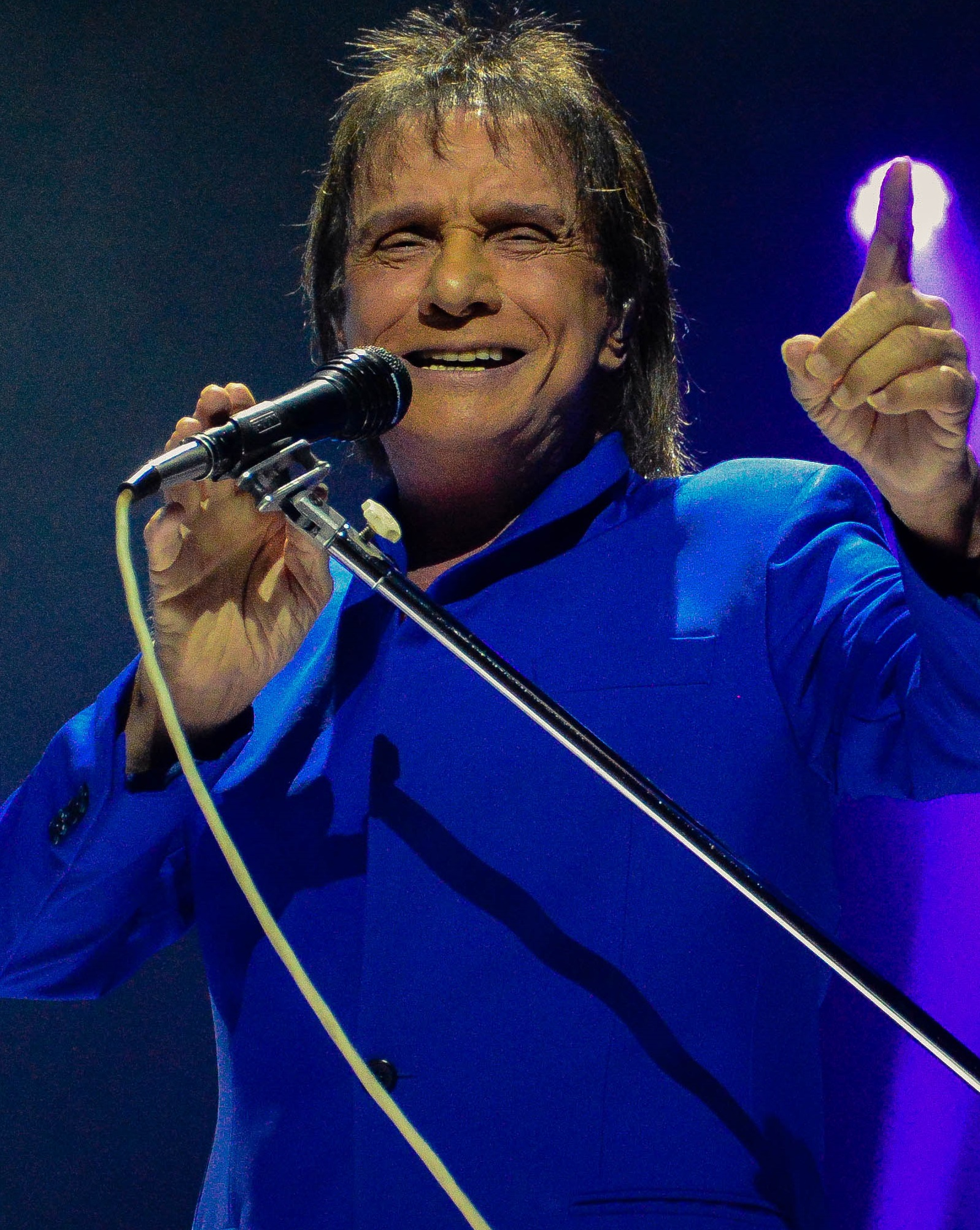
Roberto Carlos.

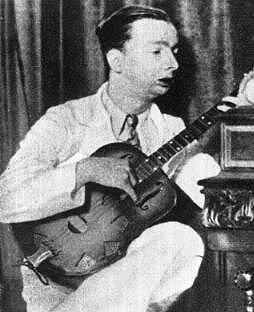
Noel Rosa.

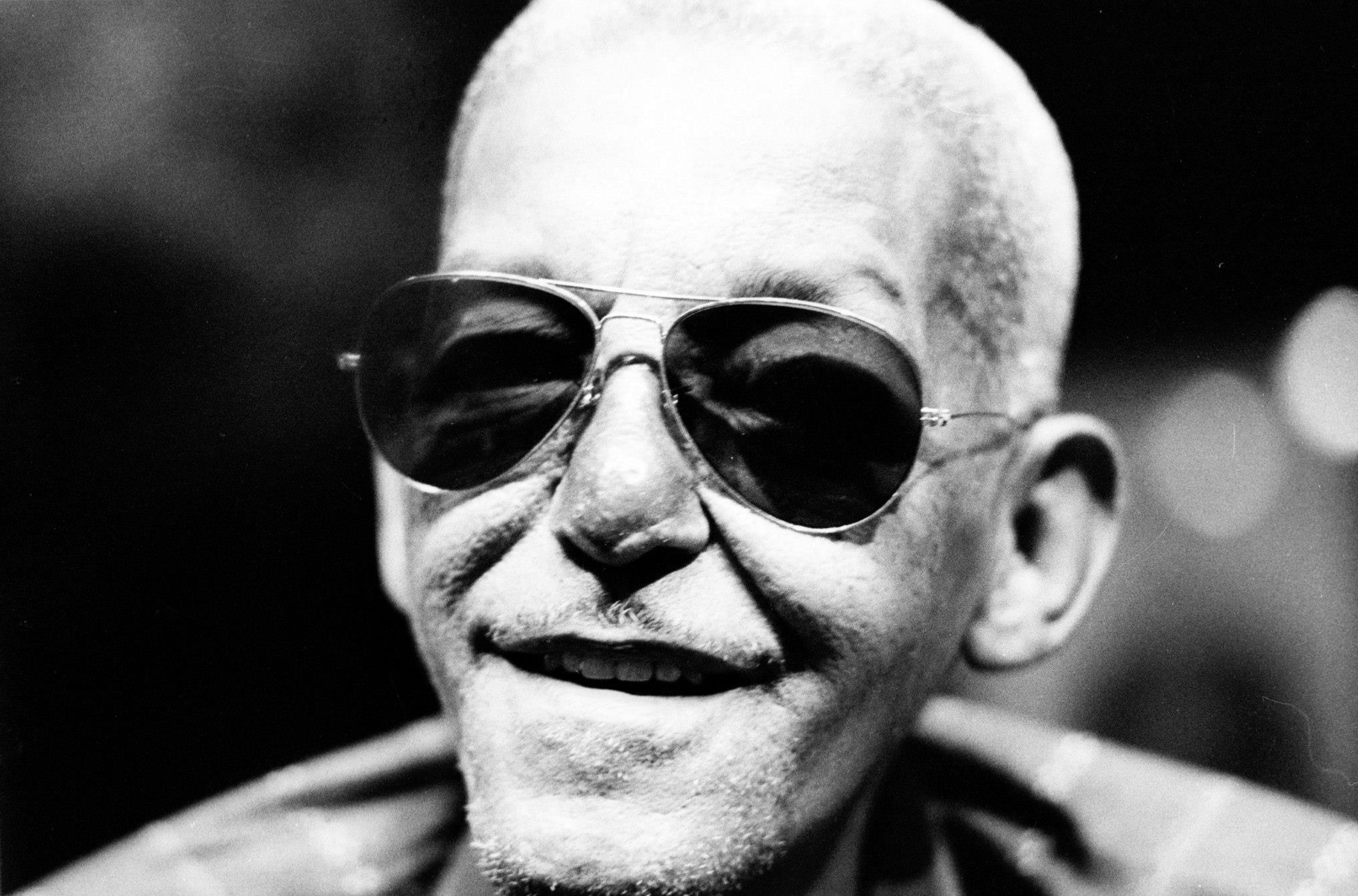
Cartola.

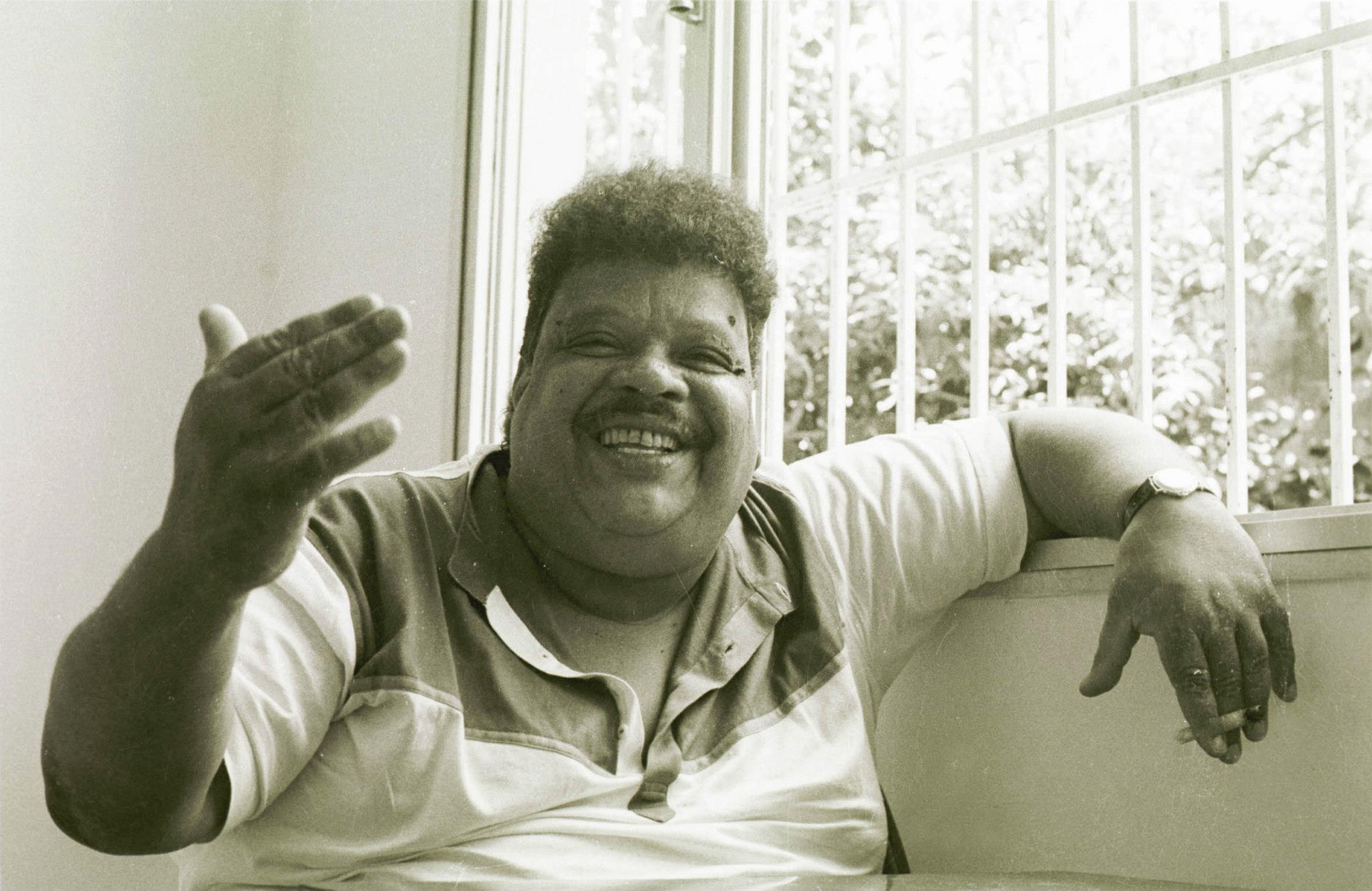
Tim Maia.

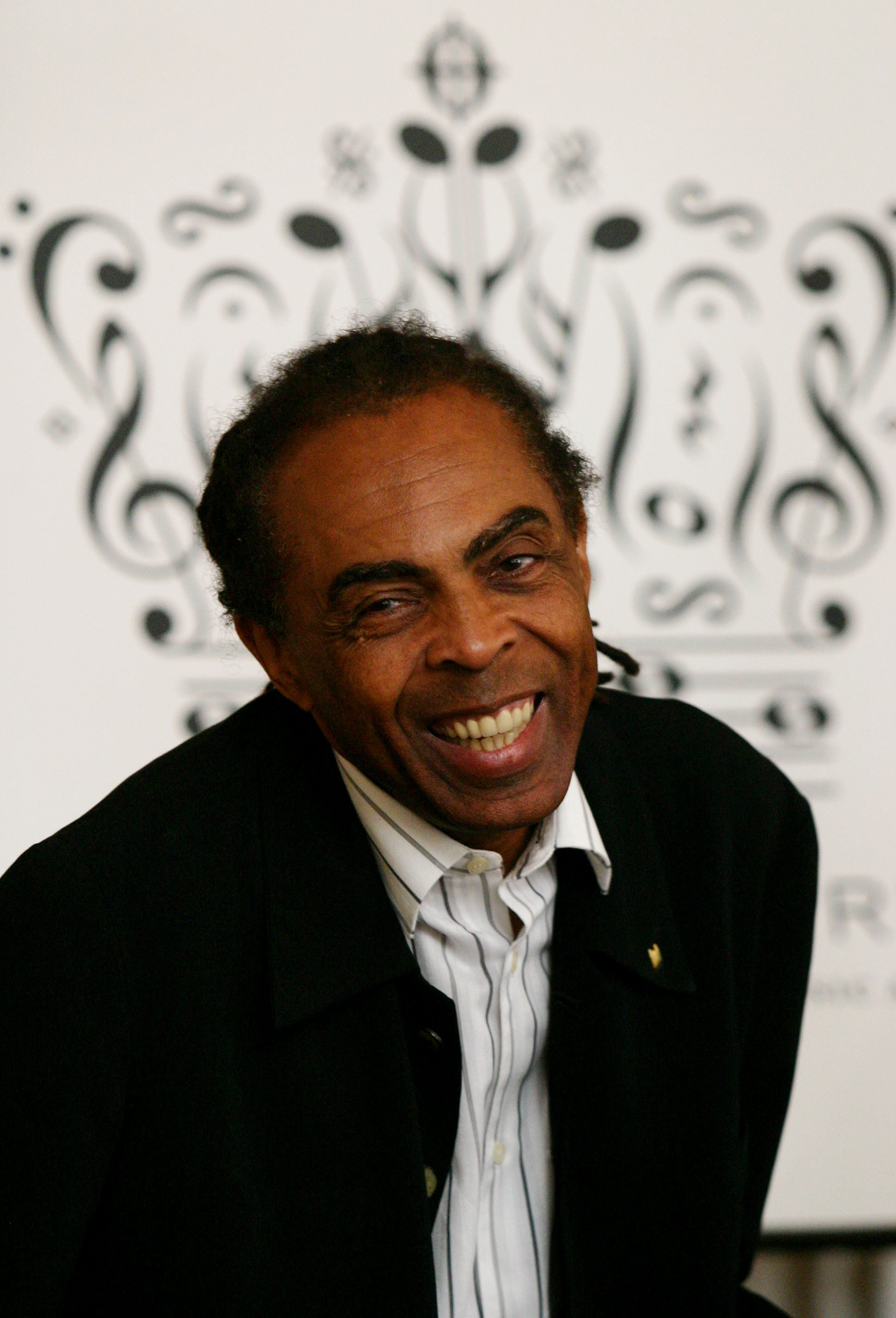
Gilberto Gil.

Lista dos 100 Maiores Artistas da Música Brasileira pela Rolling Stone Brasil.
| Posição | Artista                                      |
| ------- | -------------------------------------------- |
| #01     | Tom Jobim                                    |
| #02     | João Gilberto                                |
| #03     | Chico Buarque                                |
| #04     | Caetano Veloso                               |
| #05     | Jorge Ben Jor                                |
| #06     | Roberto Carlos (The Sputniks)                |
| #07     | Noel Rosa (Bando de Tangarás)                |
| #08     | Cartola                                      |
| #09     | Tim Maia (The Sputniks)                      |
| #10     | Gilberto Gil                                 |
| #11     | Dorival Caymmi                               |
| #12     | Pixinguinha                                  |
| #13     | Luiz Gonzaga                                 |
| #14     | Elis Regina                                  |
| #15     | Rita Lee (Os Mutantes)                       |
| #16     | Chico Science (Nação Zumbi)                  |
| #17     | Paulinho da Viola                            |
| #18     | Vinicius de Moraes                           |
| #19     | Raul Seixas                                  |
| #20     | Milton Nascimento (Clube da Esquina)         |
| #21     | Arnaldo Baptista (Os Mutantes)               |
| #22     | Maria Bethânia                               |
| #23     | Heitor Villa-Lobos                           |
| #24     | Rogério Duprat                               |
| #25     | Renato Russo (Aborto Elétrico/Legião Urbana) |
| #26     | Baden Powell                                 |
| #27     | Gal Costa                                    |
| #28     | Mano Brown (Racionais MC's)                  |
| #29     | Ary Barroso                                  |
| #30     | Hermeto Pascoal                              |
| #31     | Ney Matogrosso (Secos & Molhados)            |
| #32     | Tom Zé                                       |
| #33     | João Donato                                  |
| #34     | Cazuza (Barão Vermelho)                      |
| #35     | Carmen Miranda                               |
| #36     | Moacir Santos                                |
| #37     | Erasmo Carlos                                |
| #38     | Wilson Simonal                               |
| #39     | Nelson Cavaquinho                            |
| #40     | Cássia Eller                                 |
| #41     | Zé Ramalho                                   |
| #42     | Itamar Assumpção                             |
| #43     | Marisa Monte (Tribalistas)                   |
| #44     | Nara Leão                                    |
| #45     | Luiz Melodia                                 |
| #46     | Lulu Santos (Vímana)                         |
| #47     | Max Cavalera (Sepultura/Soulfly)             |
| #48     | Adoniran Barbosa                             |
| #49     | Jackson do Pandeiro                          |
| #50     | Marcos Valle                                 |
| #51     | Clara Nunes                                  |
| #52     | Sérgio Mendes                                |
| #53     | Mário Reis                                   |
| #54     | Braguinha (Bando de Tangarás)                |
| #55     | Elizeth Cardoso                              |
| #56     | Edu Lobo                                     |
| #57     | Moraes Moreira (Novos Baianos)               |
| #58     | Alceu Valença                                |
| #59     | Martinho da Vila                             |
| #60     | Nelson Gonçalves                             |
| #61     | Maysa                                        |
| #62     | Naná Vasconcelos                             |
| #63     | João Bosco                                   |
| #64     | Lobão (Vímana/Blitz)                         |
| #65     | Jacob do Bandolim                            |
| #66     | Eumir Deodato                                |
| #67     | Orlando Silva                                |
| #68     | Lupicínio Rodrigues                          |
| #69     | Otília Amorim                                |
| #70     | Egberto Gismonti                             |
| #71     | Lô Borges (Clube da Esquina)                 |
| #72     | Marcelo Camelo (Los Hermanos)                |
| #73     | Marcelo D2 (Planet Hemp)                     |
| #74     | Odair José                                   |
| #75     | Lanny Gordin                                 |
| #76     | Johnny Alf                                   |
| #77     | Dolores Duran                                |
| #78     | Jards Macalé                                 |
| #79     | Arrigo Barnabé                               |
| #80     | Djavan                                       |
| #81     | Lenine                                       |
| #82     | Zeca Pagodinho                               |
| #83     | Herbert Vianna (Paralamas do Sucesso)        |
| #84     | Rodrigo Amarante (Los Hermanos)              |
| #85     | Fred Zero Quatro (Mundo Livre S/A)           |
| #86     | Lamartine Babo                               |
| #87     | Radamés Gnattali                             |
| #88     | Francisco Alves                              |
| #89     | Ismael Silva                                 |
| #90     | Jamelão                                      |
| #91     | Aracy de Almeida                             |
| #92     | Julio Barroso (Gang 90 e as Absurdettes)     |
| #93     | Guilherme Arantes                            |
| #94     | Marina Lima                                  |
| #95     | Arnaldo Antunes (Titãs/Tribalistas)          |
| #96     | Daniela Mercury                              |
| #97     | Nando Reis                                   |
| #98     | Edgard Scandurra (Ira!)                      |
| #99     | Liminha (Os Mutantes)                        |
| #100    | Belchior                                     |

## Estatísticas
Os estados da federação com artistas contemplados são:
- Rio de Janeiro - 50 (6 dos 10 maiores)

- Bahia - 10 (5 dos 20 maiores)
- São Paulo - 10 (1 dos 20 maiores)
- Pernambuco - 7 (2 dos 20 maiores)
- Minas Gerais - 5 (1 dos 30 maiores)
- Rio Grande do Sul - 4 (1 dos 20 maiores)
- Paraíba - 3 (2 dos 50 maiores)
- Espírito Santo - 2 (1 dos 10 maiores)
- Alagoas - 2 (1 dos 30 maiores)
- Mato Grosso do Sul - 1 (1 dos 40 maiores)
- Acre - 1 (1 dos 40 maiores)
- Goiás - 1 (1 dos 80 maiores)
- Paraná - 1 (1 dos 80 maiores)
- Ceará - 1 (1 entre os 100 maiores)